# Puerta Bonita (Madrid)
Puerta Bonita es el barrio n.º 115 de la ciudad de Madrid, uno de los siete que componen el distrito de Carabanchel. 
Limita, al sur, con la avenida de los Poblados y el barrio de Buenavista; al noroeste, con el barrio de Vista Alegre; al noreste, con el barrio de Opañel; y al este, con el barrio de Abrantes.

## Historia
El barrio de Puerta Bonita pertenecía al antiguo pueblo de Carabanchel Bajo. A inicios del siglo XX era una zona de veraneo de la nobleza madrileña. En los años 1950 se construyeron una considerable cantidad de edificios de protección oficial que multiplicaron su población.

## Demografía
El barrio de Puerta Bonita cuenta con 33.514 vecinos (1 de enero de 2017). En comparación con la población de Madrid los vecinos del barrio tienen una edad superior, alcanzando una media de 41,29 años. El porcentaje de población inmigrante también se sitúa por encima de la media de la ciudad, con un 24,24% de la población.

## Transportes
El barrio está situado entre dos importantes calles de Madrid, la calle General Ricardos, que la une con el centro de la ciudad, y el Camino Viejo de Leganés.
Metro 
En Puerta Bonita está la estación de Oporto, en la que confluyen las líneas  y , y la estación de San Francisco , una de cuyas salidas da al barrio de Puerta Bonita.
| Línea Metro | Estaciones en Puerta Bonita, Carabanchel |
| ----------- | ---------------------------------------- |
|             | San Francisco                            |
|             | Oporto                                   |

Autobuses
Por el barrio pasan los siguientes autobuses urbanos:
| línea | destino(s)                          |
| ----- | ----------------------------------- |
| 34    | Cibeles - Las Águilas               |
| 35    | Plaza Mayor - Carabanchel Alto      |
| 47    | Atocha - Carabanchel Alto           |
| 55    | Atocha - Batán                      |
| 81    | Oporto - Hospital 12 de Octubre     |
| 108   | Oporto - Cementerio de Carabanchel  |
| 118   | Embajadores - La Peseta             |
| 121   | Campamento - Hospital 12 de Octubre |
| 131   | Campamento - Villaverde Alto        |
| 247   | Atocha - Colonia San José Obrero    |
| N16   | Cibeles - La Peseta                 |
| N17   | Cibeles - Carabanchel Alto          |
| N26   | Alonso Martínez - Aluche            |

## Calles importantes
General Ricardos:

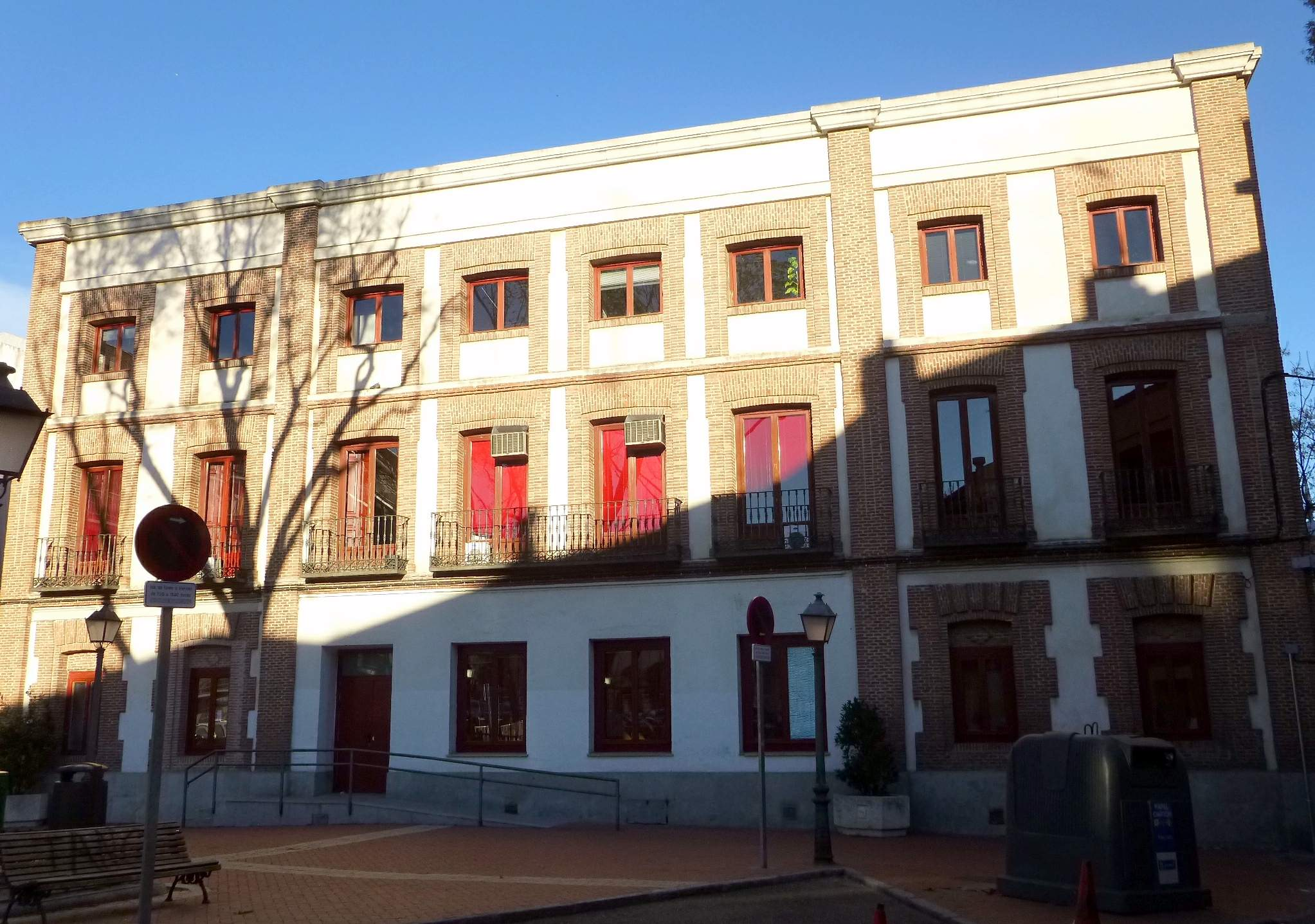
Junta Municipal del Distrito de Carabanchel, antiguo ayuntamiento local

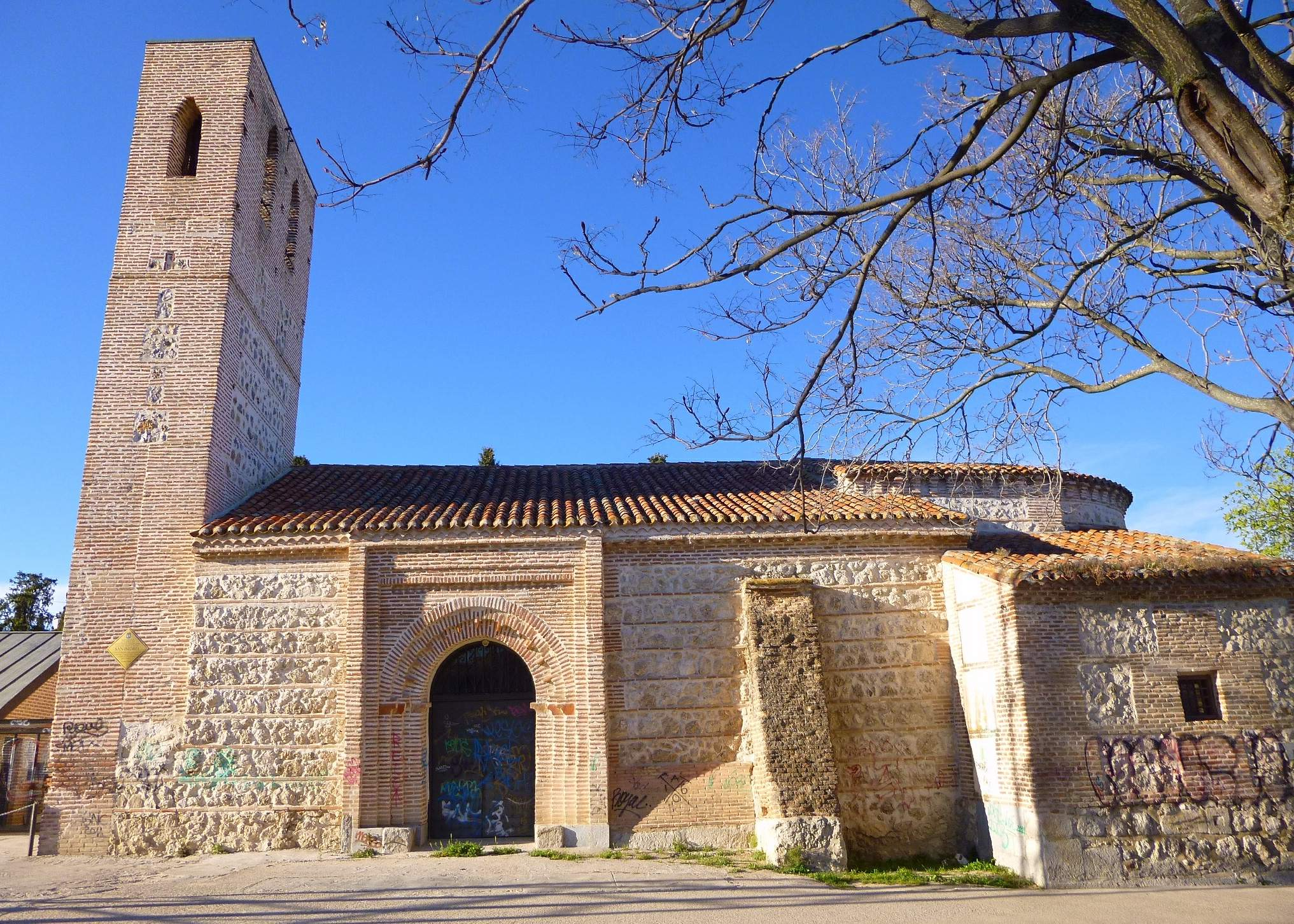
Ermita de Santa María la Antigua

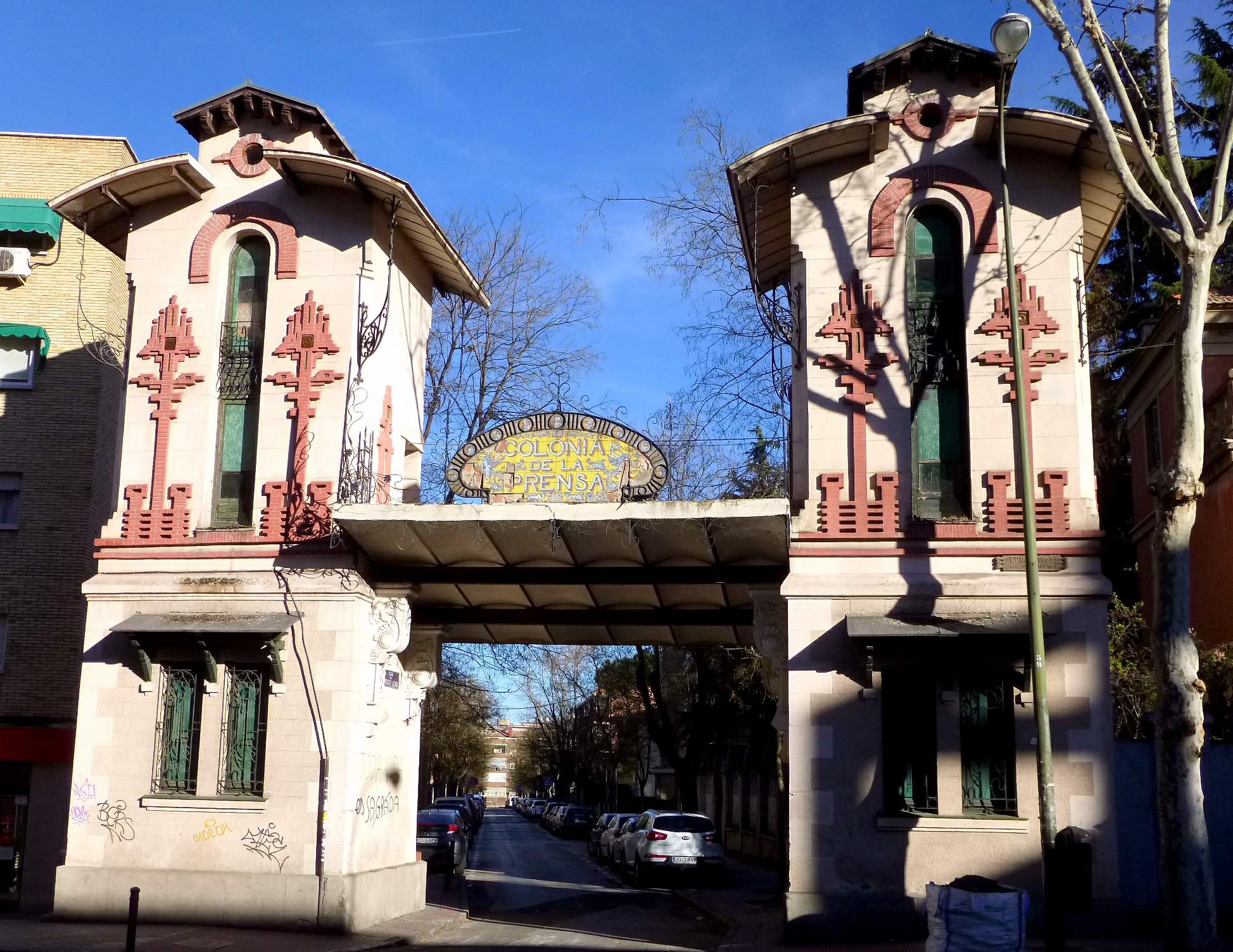
Colonia de la Prensa

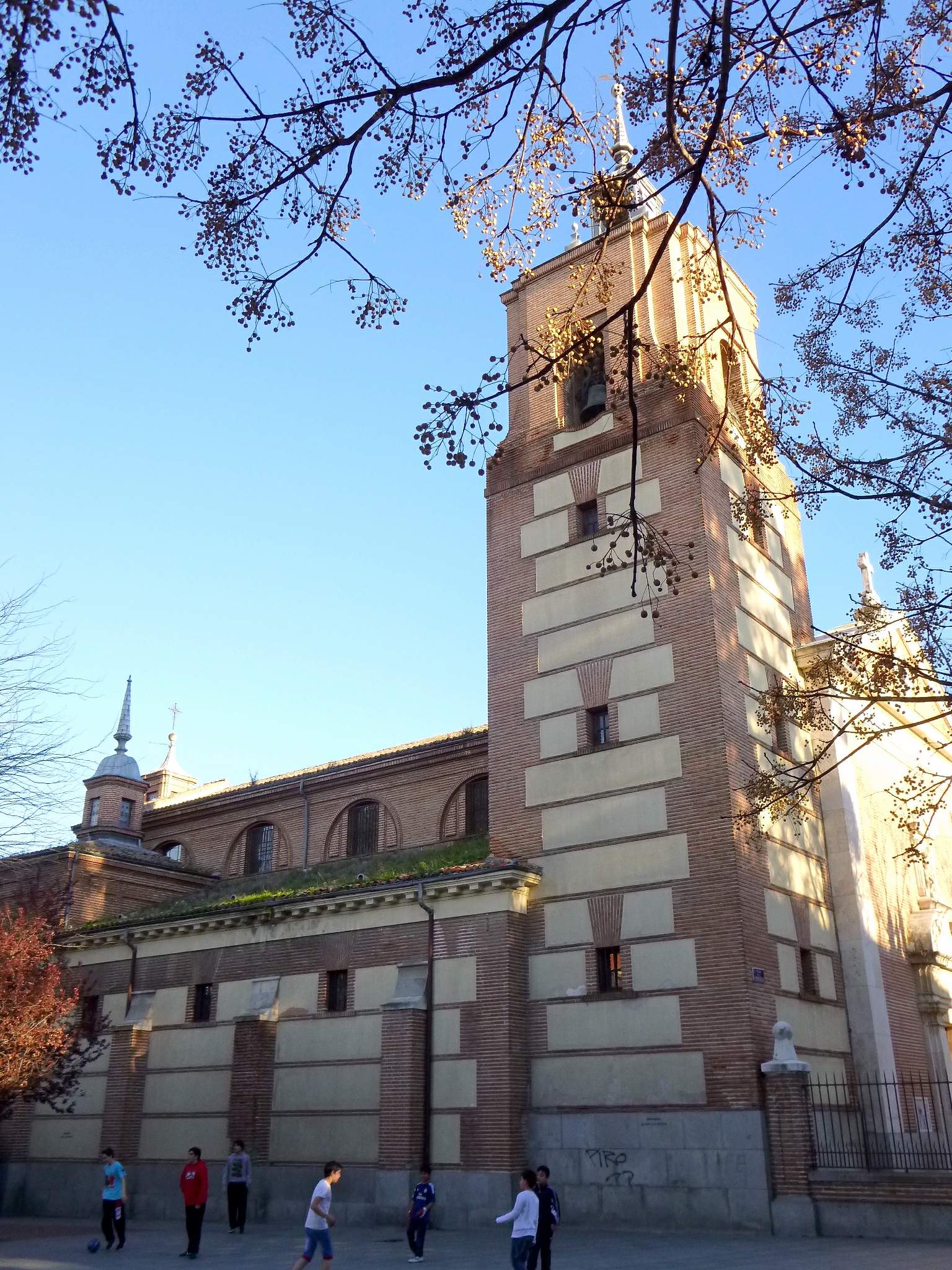
Iglesia parroquial de San Sebastián Mártir

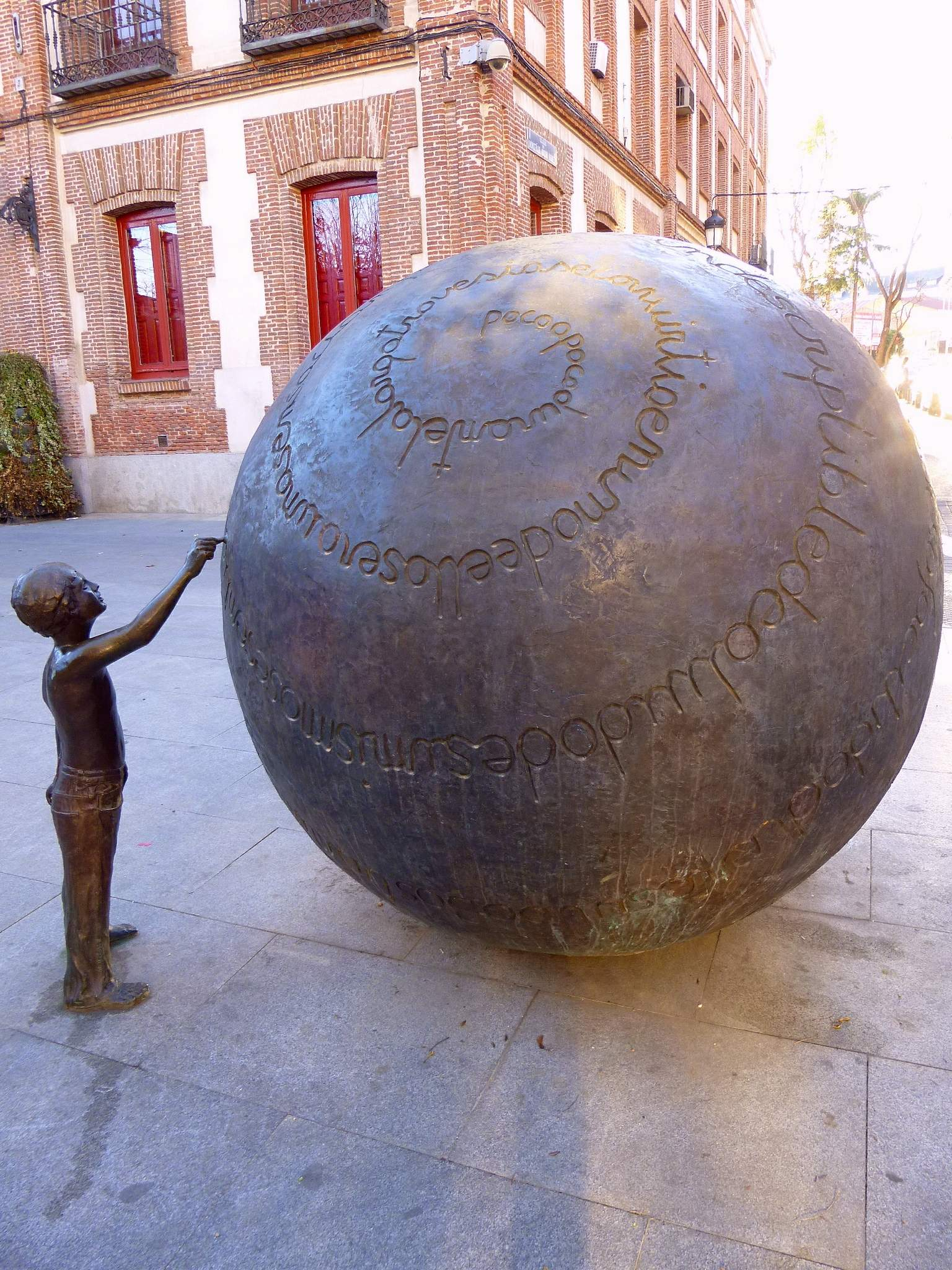
Conjunto escultórico en la Plaza Carabanchel

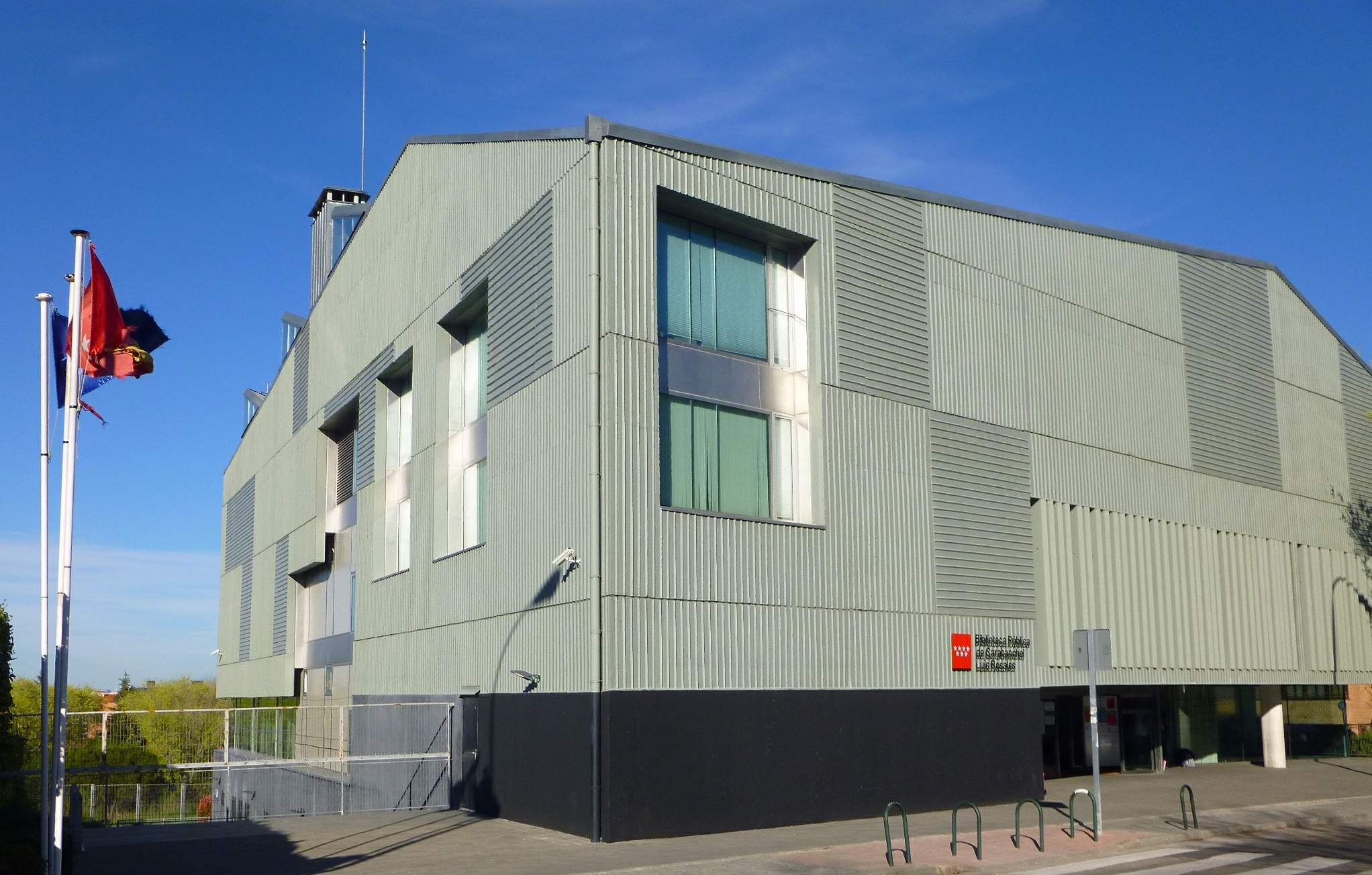
La Biblioteca Pública de Carabanchel Luis Rosales, inaugurada en 2010

Una de las calles más importantes de Carabanchel es General Ricardos, ya que prácticamente atraviesa todo el distrito. Comienza en Marqués de Vadillo y finaliza en Eugenia de Montijo.
Avenida de Oporto:
Empieza en Plaza Elíptica (o plaza Fernández Ladreda) y acaba en General Ricardos. Cuenta con un intercambiador de autobuses y metro al principio (Plaza Elíptica) recién inaugurado y otro al final (Oporto-Valle del oro), con conexiones con los autobuses hacia la zona sur de la comunidad, Leganés, Móstoles, etc. 
También cuenta con la estación de metro de Opañel aproximadamente a la mitad de la avenida con salida a la calle Portalegre, cercana a la calle Braganza donde se encuentra la Bolsa de vivienda joven en alquiler de la Dirección General de la Juventud de la Comunidad de Madrid.
En el número 78 se encuentra el centro cultural de Oporto con numerosos eventos socioculturales.

## Lugares de interés
La Puerta Bonita:
Conocida anteriormente como Puerta de Madrid, fue realizada en el siglo XIX por la fundición inglesa R.W. Kennael & Cº & Falkirk, y desapareció en la década de los ochenta por un accidente de tráfico de una grúa que allí trabajaba, hasta que ha sido restaurada al igual que los pequeños pabellones adyacentes, por el Ayuntamiento de Madrid en junio del 2005. Su reconstrucción ha sido realizada por moldes a partir de los antiguos planos de la cancela y la cerrajería.
Colonia de la prensa:
El origen de esta colonia es del principios del siglo XX, surge por la necesidad de urbanizar los terrenos existentes entre Carabanchel Alto y Bajo. Este terreno fue utilizado por un grupo de profesionales del periodismo y las letras denominados "Los Cincuenta".
En 1913 se colocó la primera piedad de lo que sería la primera ciudad de periodistas de España. En origen, la Colonia de la Prensa estaba formaba por chalés de estilo modernistas con jardín, en actualidad se conservan algunos de los originales.
En 1936 los Carabancheles se encontraban en el frente de batalla de la Guerra Civil, multitud de edificaciones fueron destruidas entre ellas de la Colonia de la Prensa.
En los 50 y 60 después de la anexión de Carabanchel a Madrid y debido al aumento de la población se destruyeron muchos chalés para edificar bloques de pisos.
Plaza de Carabanchel Bajo
En la plaza de Carabanchel Bajo, se encuentra el casco antiguo que representa el pueblo que un día fue este barrio. En ella se sitúa el antiguo ayuntamiento y la iglesia, los elementos más característico de todo pueblo. Esta plaza recientemente ha sido peatonalizada, cortando la circulación, similar a lo que se está haciendo en las calles del centro de Madrid. Este cambio le ha dado mayor amplitud y ha hecho que vuelva a ser un lugar de encuentro. En ella, durante las fiestas de Santiago, se recrea un mercadillo medieval, con puestos en los que los vendedores emulan los oficios tradicionales de esa época. Además hay espectáculos de vuelos de águilas, cantos, duelos etc. También se hace la tradicional procesión de Santiago
En el parque de Santa Rita, se levanta una verbena con atracciones, bares y un gran escenario en el que actúan cada noche famosos cantantes. Para llegar a esta zona se puede coger alguno de los siguientes transportes:
Metro San Francisco (Línea 11) y autobuses 108, 118, 34 y 35.

## Dotaciones

### Sanitarias
Centro de salud
| Centro de salud                              | Dirección                               |
| -------------------------------------------- | --------------------------------------- |
| Puerta Bonita                                | C/ Alegría, 24 (Puerta Bonita)          |
| Servicio de Salud Mental de Distrito Área 11 | C/ General Ricardos, 177(Puerta Bonita) |

### Polideportivos
En el vecino barrio de Vista Alegre se encuentra el Antiguo Canódromo, modesto estadio de fútbol donde juega sus partidos el Club Deportivo Puerta Bonita, que juega en la Regional Preferente madrileña
| Nombre                  | Dirección     | Barrio     |
| ----------------------- | ------------- | ---------- |
| C.D.M Antiguo Canódromo | Vía Carpetana | San Isidro |

### Cultura y Educación
Centros Culturales
| Centro cultural         | Dirección       | Barrio        | Autobuses              | Metro         |
| ----------------------- | --------------- | ------------- | ---------------------- | ------------- |
| San Francisco-La Prensa | C/Aliseda n.º 4 | Puerta Bonita | 47 108 118 121 131 155 | San Francisco |

Educación infantil, primaria y secundaria
En el distrito de Carabanchel, hay 35 guarderías (6 públicas y 29 privadas), 17 colegios públicos de educación infantil y primaria, 8 institutos de educación secundaria y 24 colegios privados (con y sin concierto).

### Comisarías de policía
| Comisaría         | Dirección        | Barrio        |
| ----------------- | ---------------- | ------------- |
| Policía Nacional  | C/Padre Amigo, 3 | Puerta Bonita |
| Policía Municipal | C/Albox, 8       | Puerta Bonita |

## Deportes
En Carabanchel se pueden practicar todo tipo de deportes. Entre ellos destaca el fútbol.
- Club Deportivo Puerta Bonita

Este equipo Carabanchelero, fue fundado en 1942, es uno de los equipos más antiguos de Madrid. También es conocido como el Puerta y actualmente se encuentra en Tercera división española Grupo 7.
El estadio de este equipo hasta el 2007 fue el campo del Hogar, en Oporto con capacidad para 1000 personas con un campo de tierra. En este campo se rodó la película el Penalti más largo del Mundo de Fernando Tejero. 
Actualmente la casa del Puerta Bonita es Antiguo Canódromo de Carabanchel, con capacidad para 4.000 personas y hierba artificial, situado en la Vía Carpetana.
El campo del Hogar al Ayuntamiento, pero sigue siendo usado por el Puerta Bonita para los equipos de categorías inferiores.